# C'est le cœur (Les ordres du docteur)
Singles de Sheila
Ne fais pas tanguer le bateau
(1974) Aimer avant de mourir
(1975)
C'est le cœur (Les ordres du docteur) est une chanson de Sheila sortie en janvier 1975, écrite par Claude Carrère et Jean Schmitt. Elle figure sur l'album Quel tempérament de feu. C'est l'adaptation française de la chanson Doctor's Orders.
Le 45 tours s'est écoulé à plus de 400 000 exemplaires en France.

## Historique
Sheila enregistre début janvier 1975 au studio CBE, C’est le cœur (Les ordres du docteur), une adaptation française par Claude Carrère et Jean Schmitt du titre disco Doctor's Orders, dans sa version de Carol Douglas, d’après les paroles et la musique de Roger Cook (en), Roger Greenaway (en) et Geoff Stephens (en).
Les musiciens y jouent sur des synthétiseurs analogiques avec des Moog et Minimoog monophoniques, sur des claviers et des pianos électriques. Mat Camison et Claude Carrère dirigent les séances d'enregistrement.

## Liste des pistes
| A. | C'est le cœur (Les ordres du docteur)     | 3:00 |
| B. | Le bonheur file et roule entre nos doigts | 3:00 |

## Crédits
- Sheila – chant
- Roger Cook, Roger Greenaway, Geoff Stephens – auteurs-compositeurs (Doctor's Orders)
- Claude Carrère – adaptation, réalisation
- Jean Schmitt – adaptation
- Mat Camison – arrangements
- Bernard Estardy – ingénieur du son

## Classements
| Classement (1975)                       | Meilleure position |
| --------------------------------------- | ------------------ |
| Belgique (Wallonie Ultratop 50 Singles) | 1                  |
| France (SNEP)                           | 3                  |

| Classement (1975) | Position |
| ----------------- | -------- |
| France (SNEP)     | 31       |